# Grammaire des civilisations
Grammaire des civilisations est un livre de Fernand Braudel publié en 1987 aux éditions Arthaud et en 1993, chez Flammarion.
Il reprend la partie principale, des pages 143 à 475, du manuel d'histoire Le Monde actuel, histoire et civilisation, édité en 1963.
Après un exposé sur la grammaire des civilisations, Fernand Braudel présente successivement les civilisations non-européennes puis les civilisations européennes.
L'auteur ébauche leur histoire dans une dimension géographique, sociale, économique et idéologique. Compte tenu de la date d'écriture, l'analyse s'arrête aux années 1960.